# Louisapolder (Hulst)
De Louisapolder is een polder ten noordwesten van Nieuw-Namen.
De Louisapolder meet 253 ha en werd, evenals de Prosperpolder, ingedijkt door toedoen van Prosper Lodewijk van Arenberg. De polder is vernoemd naar een van diens dochters.
Burghpolder · Clinge- en Kieldrechtpolders · Clingepolder · Dullaertpolder · Eekenissepolder · Graauwsche Polders · Havenpolder · Hertogin Hedwigepolder · Hoof- en Molenpolder · Hooglandpolder · Kieldrechtpolders · Kievitpolder · Kleine Molenpolder · Koningin Emmapolder · Langendampolder · Louisapolder · Mariapolder (Hulst) · Melopolder · Mispadpolder · Molenpolder (Hulst) · Nijspolder · Noordhofpolder · Oude Graauwpolder · Oudelandpolder · Polders tussen Lamswaarde en Hulst · Polders van Hontenisse en Ossenisse · Saaftingepolders · Saeftingepolder · Ser-Pauluspolder · Stoofpolder · Van Alsteinpolder · Vitshoek · Willem-Hendrikspolder · Zandpolder · Zoutepolder